# ウジェーヌ・ガリエン＝ラルー
ウジェーヌ・ガリエン＝ラルー（Eugène Galien-Laloue , 1854年12月11日 - 1941年4月18日）は、フランスの印象派の画家。パリの街並みを描いた作品を多く残している。

## 略歴
パリで舞台芸術家のシャルル・ラルーの息子に生まれ、パリのモンマルトルで育った。父親は1870年に亡くなり、公証人の事務員として働かなければならなかった。普仏戦争に年齢を偽って志願兵として参加した。1871年5月にパリに戻り、フランス国鉄(Société national du chemins de fer français)の製図技師の仕事に就き、パリ郊外の風景を描くようになった。1870年代半ばに「バルビゾン派」の画家の一人シャルル・ジャックとフォンテンブローの森をハイキングしスケッチを行い、モンマルトルの芸術家の集まるカフェ「Les Fusains」に出入りし、芸術家と知り合い1876年には展覧会に出展するようになった。印象派の影響を受けたスタイルでパリの都市風景を描くようになり多くの作品を残した。

## 作品

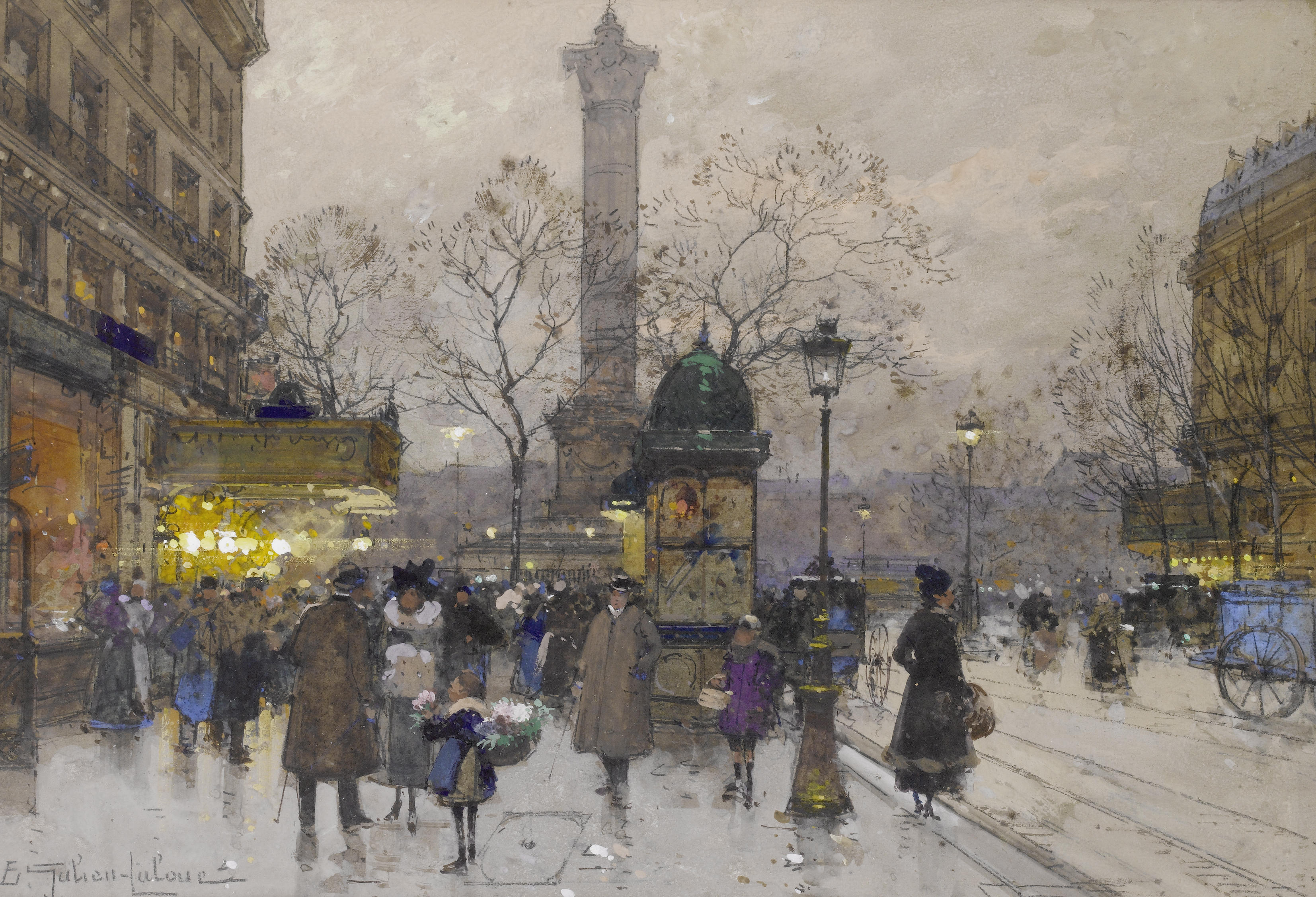
Place de la Bastille
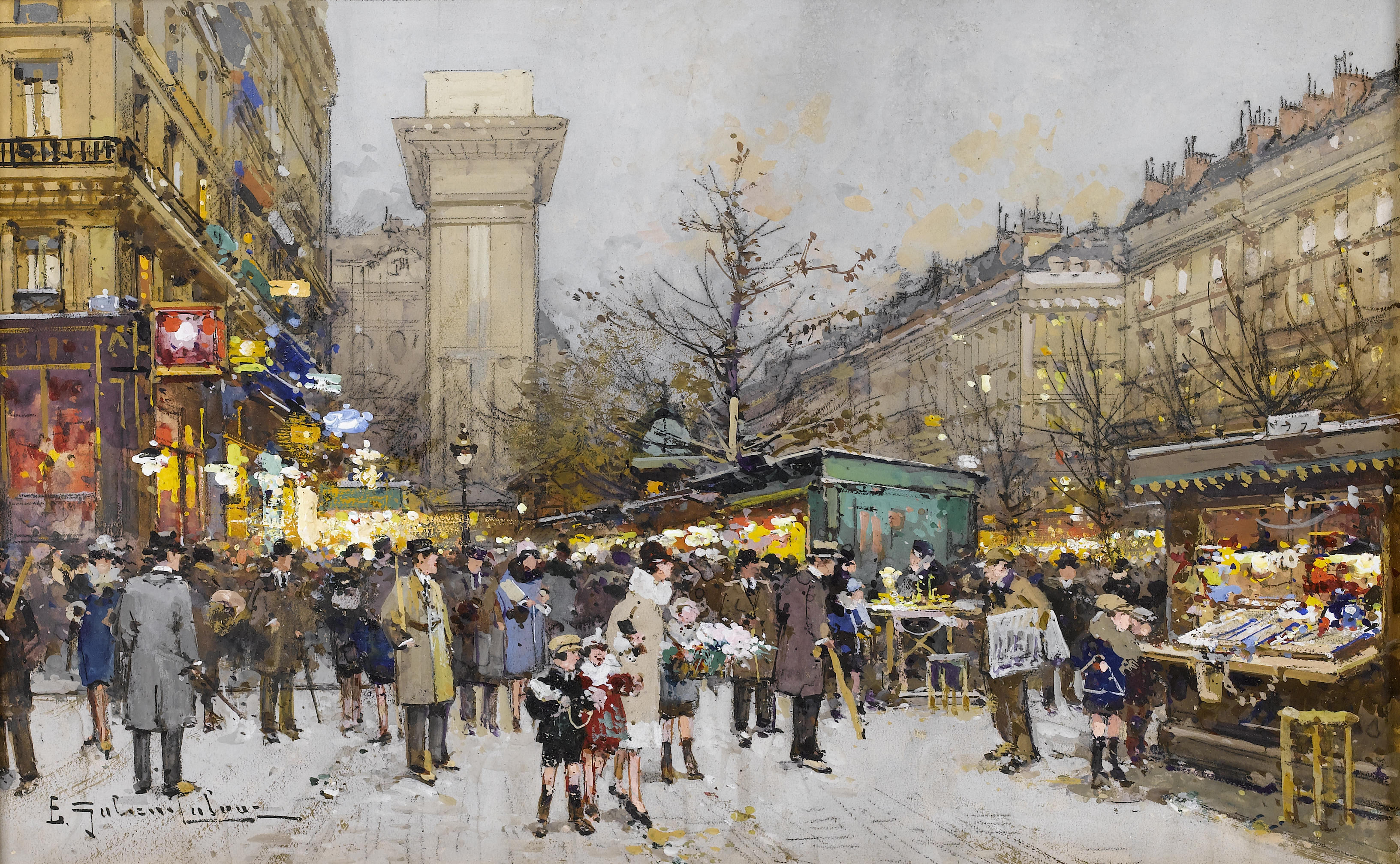
Porte Saint-Denis
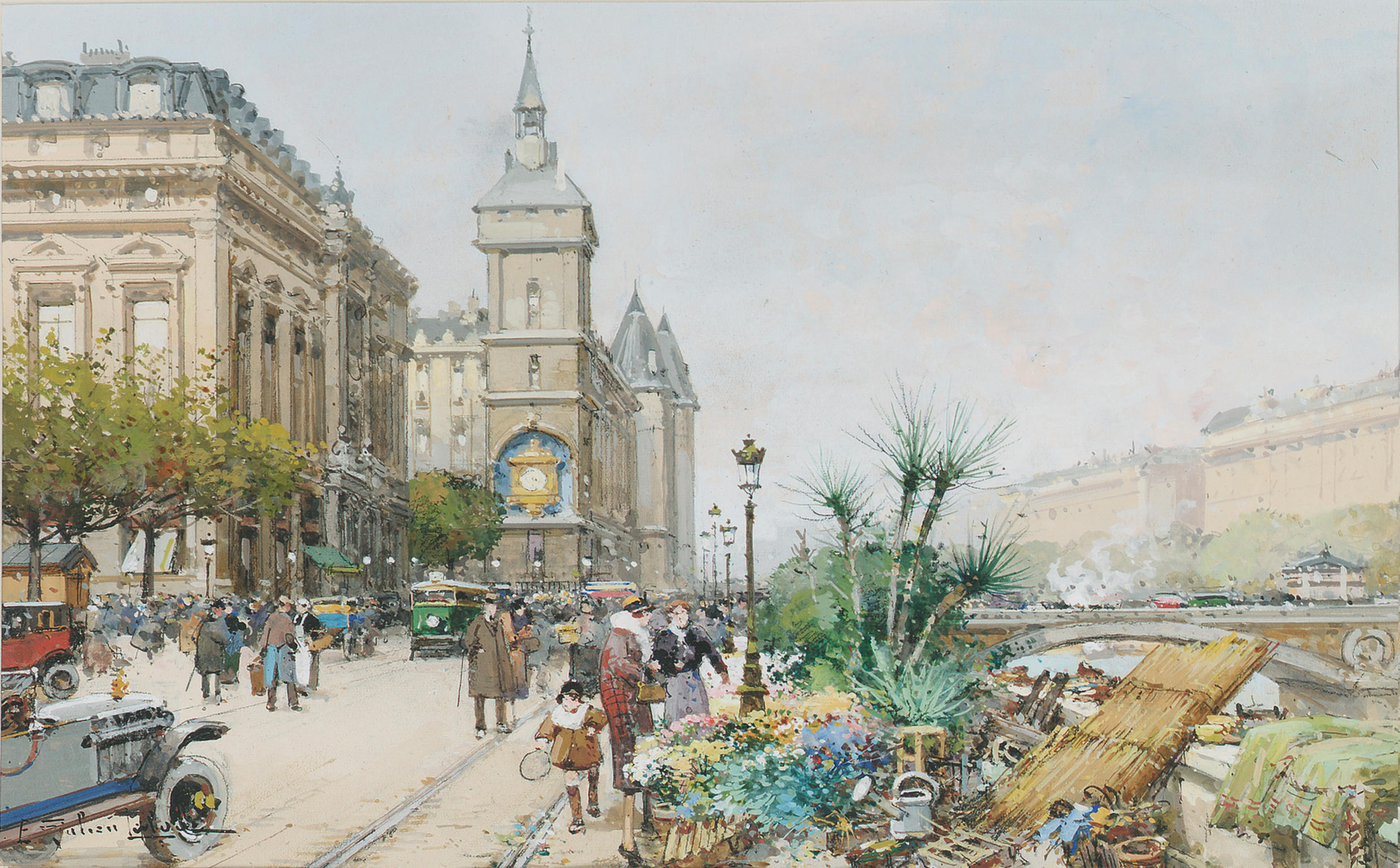
Quai de l'Horloge
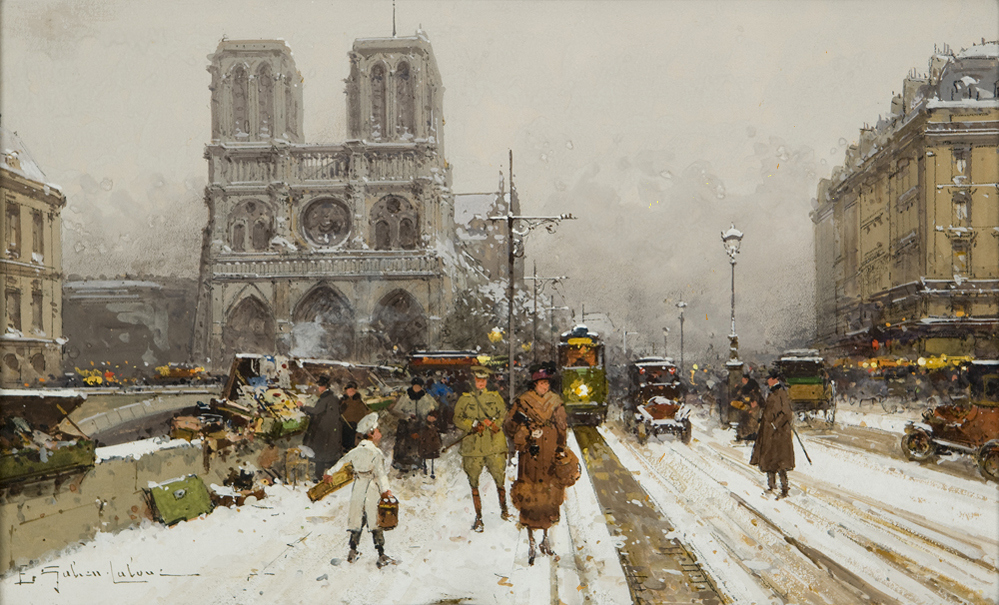
Cathédrale Notre-Dame de Paris sous la neige
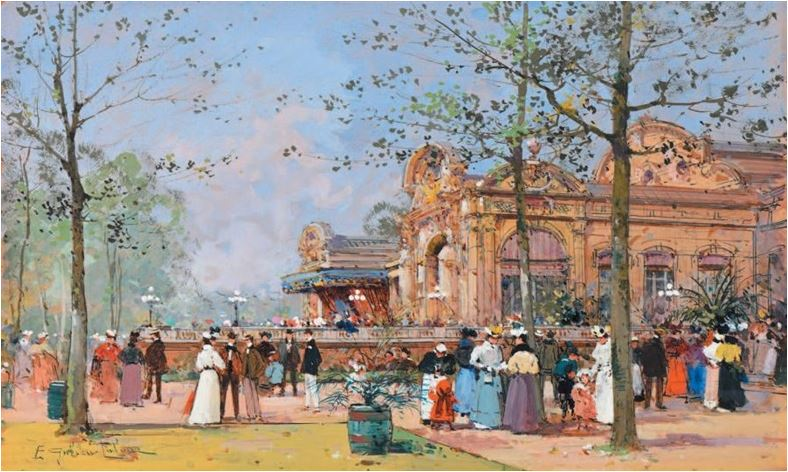
Un coin du casino de Vichy